# Les Friques

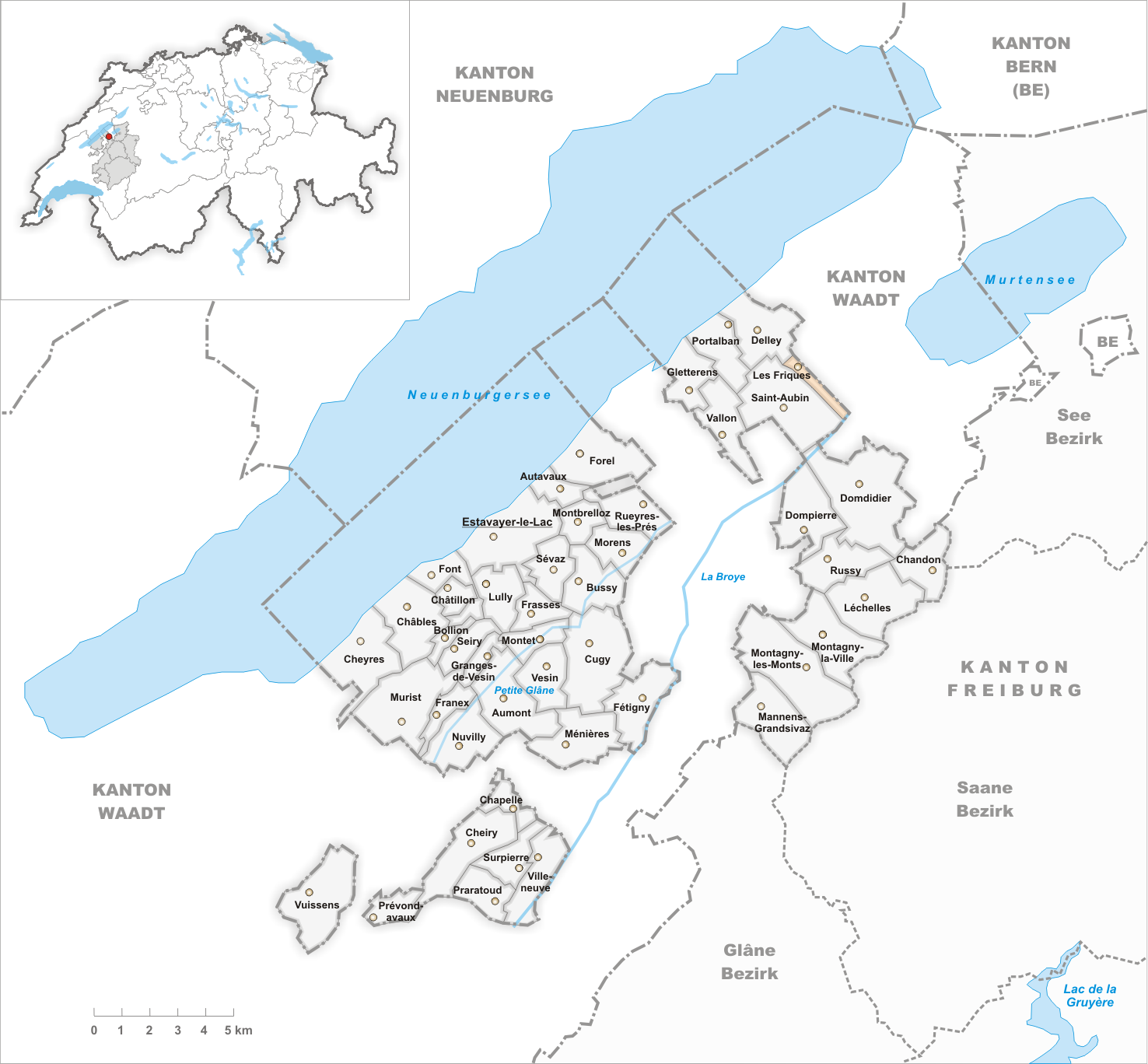
Gemeindestand vor der Fusion am 1. Januar 1991

Les Friques (Freiburger Patois Lè Fretyèⓘ) ist eine Ortschaft und früher selbständige politische Gemeinde im Distrikt Broye des Kantons Freiburg in der Schweiz. Am 1. Januar 1991 wurde Les Friques nach Saint-Aubin eingemeindet.

## Geographie
Les Friques liegt auf 475 m ü. M., zehn Kilometer nordnordöstlich von Payerne (Luftlinie). Das Dorf erstreckt sich auf einem Geländevorsprung am nach Süden geneigten Hang des Höhenrückens zwischen dem Neuenburgersee und der Broyeebene, im nordwestlichen Freiburger Mittelland. Les Friques hängt lückenlos mit der waadtländischen Gemeinde Villars-le-Grand zusammen. Die Kantonsgrenze verläuft entlang der Strasse von Avenches nach Delley, weshalb die Häuser östlich dieser Strasse zu Villars-le-Grand gehören. Die ehemalige Gemeindefläche betrug rund 0,9 km². Das Gebiet umfasste das in die Molassehöhe eingeschnittene Talsystem von Les Friques.

## Bevölkerung
Mit 51 Einwohnern (1990) zählte Les Friques vor der Fusion zu den kleinsten Gemeinden des Kantons Freiburg. Im Jahr 1850 hatte die Gemeinde 71 Einwohner, 1950 noch 69 Einwohner.
Einwohnerzahlen: Volkszählungsdaten

## Wirtschaft
Les Friques lebt noch heute von der Landwirtschaft, insbesondere vom Ackerbau und von der Viehzucht. Am Hang unterhalb des Ortes gibt es ein kleines Weinbaugebiet.

## Verkehr
Der Ort ist verkehrsmässig recht gut erschlossen. Er liegt oberhalb der Hauptstrasse von Avenches nach Cudrefin. Der nächste Anschluss an die Autobahn A1 (Lausanne–Bern), die im Jahr 1997 eröffnet wurde, befindet sich rund 4 km vom Ortskern entfernt. Les Friques besitzt selbst keine Anbindung an das Netz des öffentlichen Verkehrs. Die nächste Haltestelle an der Buslinie, die von Avenches nach Cudrefin verkehrt, befindet sich im benachbarten Villars-le-Grand.

## Geschichte
Die erste urkundliche Erwähnung des Ortes erfolgte 1429 unter dem Namen Villard en Vully devers le vent; 1584 erschien die Bezeichnung Villars des Friques. Der Ortsname ist vom altfranzösischen Wort frique (fröhlich, lustig) abgeleitet.
Les Friques, ursprünglich ein Lehen der Herren von Grandcour, kam 1444 an die Herrschaft Saint-Aubin. Nachdem Bern 1536 das Waadtland erobert hatte, kam das Dorf unter die Herrschaft von Freiburg und wurde der Vogtei Saint-Aubin zugeordnet. Nach dem Zusammenbruch des Ancien Régime (1798) gehörte Les Friques während der Helvetik zum Bezirk Avenches, ab 1803 zum Bezirk Montagny und ab 1830 zum Bezirk Dompierre, bevor es 1848 in den Bezirk Broye eingegliedert wurde. Mit Wirkung auf den 1. Januar 1991 wurde Les Friques nach Saint-Aubin eingemeindet.